# スクリーンクォータ
スクリーンクォータ（英語: Screen Quota）とは、自国内で製作された映画の上映を日数・スクリーン面数などの最低基準を設けて、国内の映画館に上映制限を義務付ける制度である。

## 概説
日本では、昭和初期に制定された映画法が、1945年（昭和20年）に廃止されて以降は行われていない。
2006年2月現在の実施国は8か国で、大韓民国（年間73日以上）・スペイン（73～91日）・ブラジル（49日）・ギリシャ（28日）・フランス（国内全スクリーンの40％）・中華人民共和国など。
ハリウッドを拠点とするアメリカ映画産業が、強い政治的影響力を持つアメリカ合衆国連邦政府は、この制度を『非関税障壁』と看做しており、世界貿易機関（WTO）や各国との自由貿易協定（FTA）締結交渉において、制度の撤廃・縮小を要求している。これに対しフランスは「スクリーンクォータは飽くまで自国文化保護の為の政策であり、経済的尺度から議論すべきではない」との立場であり、韓国もこれに同調していた。しかし2006年1月、アメリカ合衆国との自由貿易協定締結交渉開始に当たって、同年7月1日より日数を現行の146日から半減させて73日とした。この決定に対し、現在も国内の映画産業からは反発の声が挙がっている。
また、フランスではスクリーンクォータとは別に「ブロードキャストクォータ」も実施されており、テレビ放送のうちプライムタイムに放送される番組の60％を欧州連合加盟国内で、40％を自国内で製作された番組とすることを、放送局に義務付けている。韓国でも放送法により、他国が製作した番組を全体の60％以上放送してはならないとの規則がある。これは主に、ケーブルテレビのアニメ専門チャンネルや映画専門チャンネルを念頭に置いたものと思われる。